# アンガウルの戦い

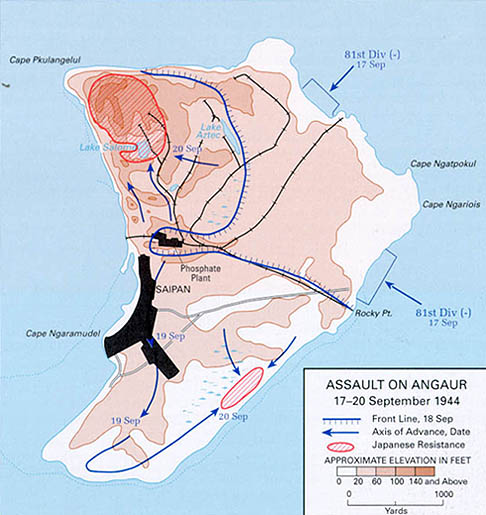
日本軍の陣地とアメリカ軍の侵攻図

アンガウルの戦い（アンガウルのたたかい、英: Battle of Angaur）は、第二次世界大戦におけるパラオ＝マリアナ戦役における最後の戦い。
飛行場の建設を意図したアメリカ軍は、ペリリュー島にアメリカ軍が上陸した2日後の9月17日に上陸戦を開始した。圧倒的な兵力差のもと、9月30日に島を全面占領した一方、その死傷者の数は日本軍の倍以上と大きな被害を出している。

## 戦力比較

### 日本軍
- アンガウル地区隊長
- 歩兵第59連隊　第1大隊：後藤丑雄少佐
  - 陸軍
    - 歩兵第59連隊第1大隊本部
      - 副官：鈴木恒中尉・鈴木安彦中尉・江口繁人中尉・宇佐美敏男中尉
      - 軍医：加藤武雄大尉・小林謙大尉
      - 主計：鴨志田芳松中尉

    - 第1中隊：石原正良中尉
      - 小隊長：伊澤健少尉・亀田隈太郎少尉・沼尾才次郎少尉・大沢龍雄少尉

    - 第2中隊：佐藤光吉中尉
      - 小隊長：大木久少尉・佐藤善太郎少尉・宮下義雄少尉・岡部守夫少尉・館野直吉准尉

    - 第3中隊：島 武中尉
      - 小隊長：矢野照美少尉・若井信夫少尉・伊矢野邦三少尉・浅田豊男少尉

    - 第1歩兵砲中隊：日野清一中尉
      - 小隊長：中嶋正巳中尉・小林米少尉

    - 砲兵第2中隊：芝崎省三郎中尉
    - 高射機関砲隊：柏原源吾少尉・高橋実少尉
    - 工兵第1小隊：星野善次郎少尉
    - 通信小隊：山根宗一少尉
    - 補給小隊：立原安雄少尉
    - 衛生小隊：野沢二一少尉
    - 第14師団野戦病院：斎藤健太郎中尉
    - 第14経理勤務部：岡田博吉中尉
    - 第3船舶輸送司令部パラオ支部

  - 海軍
    - 第45警備隊アンガウル電探所
      - 所長：石倉芳太郎兵曹長

### アメリカ軍
- 第81歩兵師団（山猫部隊 Wildcat ）（英語版）

## 戦闘経過
当時、日本軍によるパラオ防衛は第14師団（照兵団、宇都宮）が担当しており、アンガウル島防衛に当たっていたのは第14師団配下の宇都宮歩兵第59連隊であった。第14師団はペリリュー島守備のため1個連隊強（水戸歩兵第2連隊と高崎歩兵第15連隊第3大隊）を割いており、パラオの他の島嶼防衛も行わなければならなかった。そのため、1944年7月20日の照作戦命令甲第124号により、歩兵第59連隊はアンガウル島防衛に第1大隊を残しパラオ本島（バベルダオブ島）に引き上げていた。
アメリカ軍のパラオ侵攻が明白になると、日本側は在住の民間日本人と現地住民（主に老人と婦女子）をアンガウル島からパラオ本島へ疎開させたが、青壮年の当時は日本人であったパラオの現地住民男性約180名は軍夫として日本軍に協力させるため残されて、アンガウル島へもアメリカ軍が上陸して戦闘に巻き込まれることとなった。
1944年9月11日、アメリカ軍は侵攻前に空母ワスプ発艦のドーントレスによる予備爆撃及び戦艦テネシーによる艦砲射撃を行った。
この砲爆撃によって同島の日本軍の通信施設は破壊され、パラオの他の日本軍部隊と連絡をとることが出来ない状態に陥った。以後、日本軍歩兵第59連隊第一大隊は玉砕するまで司令部からの命令を受信できない状況下で戦闘を行うこととなった。
アメリカ軍の爆撃・艦砲射撃が開始された6日後の9月17日に戦艦1隻、重巡洋艦2隻、軽巡洋艦2隻、そして5隻以上の駆逐艦からの艦砲射撃の支援の下、午前8時半過ぎにアメリカ陸軍第81歩兵師団が島の北東及び南西の海岸に上陸してきた。
敷設された地雷による被害や日本軍による水際作戦によって、アメリカ軍は上陸当初ある程度の被害を受けたが、上陸2地点から前進し同日夕方には内陸へ進出していた。
アンガウル地区隊長である第1大隊長後藤丑雄少佐は守備隊残存兵の再編を図り、あらゆる火砲を動員して夜襲を決行、翌9月18日明け方にはアメリカ軍を一旦は海岸近くまで押し戻した。夜が明けるとアメリカ軍はM4中戦車やLVTを前面にして、艦載機による銃爆撃も加えて反撃したため、午前10時頃には日本軍攻撃部隊は全滅した。
アメリカ軍は9月19日早朝に島の中心部サイパン村に突入、間もなく占領した。
パラオ本島との間でアンガウル島から一番近いペリリュー島に第1海兵師団 (アメリカ軍)が上陸してペリリューの戦いが行われていたことから、アンガウル島の日本軍守備隊はパラオの他の島から援軍や補給を得ることはできず、15倍以上の圧倒的な兵力差があったため、アメリカ側は9月25日には目標としていた丘を占領、9月30日には島を全面占領することに成功した。
アンガウル島守備隊は島東部の洞窟壕に籠り抵抗を続けたが、10月19日に最後の斬り込みを行い玉砕。後藤大隊長以下、守備隊員の大半は戦死し、島は焦土と化した。陸軍首脳部はアンガウル守備隊の功績を特筆すべきと考え、10月28日にはアンガウル守備隊に昭和天皇の御嘉賞の言葉がだされた。

## その後のアンガウル島
占領後、アメリカ軍の飛行場が築かれた。1944年10月にアメリカ陸軍航空軍第494爆撃隊（B-24編成）が到着して以降は、コレヒドール島を含むフィリピンに83回に渡って空襲を行った。また、パラオ諸島のコロール、ヤップ、トルークにも数度爆撃を行っている。同爆撃隊は1945年5月までアンガウル島から出撃した。
アンガウル島はアメリカ軍航空隊が西方に移動する際に、戦闘地域の中では比較的危険の少ない場所であったことから、しばしば空輸航路として利用されることもあった。